# No Mercy 1999
No Mercy 1999 was een pay-per-viewevenement in het professioneel worstelen dat georganiseerd werd door de World Wrestling Federation. Dit evenement was de tweede editie van No Mercy en vond plaats in het Gund Arena in Cleveland (Ohio) op 17 oktober 1999.

## Wedstrijden
| Nr.                                                                          | Match | Winnaar(s)          |
| ---------------------------------------------------------------------------- | --- | ------------------- |
| 1                                                                            | Mideon (met Viscera) vs. The Godfather in een één-op-één match                                                        | The Godfather       |
| 2                                                                            | Ivory (c) vs. The Fabulous Moolah (met Mae Young) in een één-op-één match voor het WWF Women's Championship           | The Fabulous Moolah |
| 3                                                                            | The Hollys (Hardcore & Crash) vs. The New Age Outlaws (Billy Gunn & Road Dogg) in een tag team match                  | The Hollys          |
| 4                                                                            | Jeff Jarrett (c) (met Miss Kitty) vs. Chyna in een Good Housekeeping match voor het WWF Intercontinental Championship | Chyna (nc)          |
| 5                                                                            | The Rock vs. The British Bulldog in een één-op-één match                                                              | The Rock            |
| 6                                                                            | The New Brood (Matt Hardy & Jeff Hardy) (met Gangrel) vs. Edge en Christian in een Ladder match1                      | The Brood           |
| 7                                                                            | Mankind vs. Val Venis in een één-op-één match                                                                         | Val Venis           |
| 8                                                                            | Bradshaw vs. X-Pac vs. Kane vs. Faarooq in een Four Corners Elimination match                                         | X-Pac               |
| 9                                                                            | Triple H (c) vs. Stone Cold Steve Austin in een Anything Goes match voor het WWF Championship                         | Triple H (c)        |
| (c) huidige kampioen voor en na de match \| (nc) nieuwe kampioen na de match | |                     |

1De winnaar kreeg $100.000 en kreeg diensten van Terri Runnels